# Aurelianus
Den här sidan handlar om den romerske kejsaren. För andra personer med samma namn, se Aurelianus (olika betydelser).

Aurelianus, egentligen Lucius Domitius Aurelianus, född 9 september 214 eller 215 i Moesien, död september/oktober 275 (mördad) vid Caenophrurium i Thrakien, var romersk kejsare från maj/september 270 till september/oktober 275.

## Biografi
Aurelianus utsågs till romersk kejsare av soldater och ägnade sig åt att kväsa diverse barbariska stammar som hotade riket samt en rad uppstickare inom de egna leden. Han återställde för en tid stabilitet åt Rom genom att besegra usurpatorerna Zenobia i Palmyra och Tetricus I i Gallien. Han kämpade framgångsrikt mot alemannerna vid Rhen men avstod definitivt det norr om Donau belägna Dakien till goterna. Det kejserliga enväldet framträdde mera öppet under honom. Aurelianus försökte även förbättra myntväsendet genom att återinföra guldmynt på marknaden. Hans försök där misslyckades dock och ledde endast till ett uppror bland myntmästarna i Rom. Aurelianus gjorde solkulten till riksreligion. Om hans intresse för denna vittnar bland annat de många avbildningarna av solguden på mynten. På väg till ett krigståg mot perserna föll han mellan Byzantion och Herakleia offer för en sammansvärjning av officerare.
Kejsar Aurelianus lät uppföra aurelianusmuren runt de centrala delarna av Rom. Muren, som är Roms största byggnadsverk, existerar än i dag, även om den har tillbyggts och restaurerats ett flertal gånger under århundradenas lopp.